# Lo vostro bel saluto e 'l gentil sguardo
Lo vostro bel saluto e 'l gentil sguardo è un sonetto di Guido Guinizzelli.

## Descrizione
Il sonetto descrive le emozioni del poeta al passaggio e al saluto dell'amata: l'amore assale e fa perdere ogni ragione all'amante. Tutto il componimento verte sullo sgomento creato alla vista dell'amata, che viene espresso molto efficacemente attraverso similitudini come il fulmine che entra dentro alla finestra di una torre (vv 9-10) e la mancanza di vita della statua d'ottone (vv 12-13).
In complesso l'amore generato dall'apparizione della donna, rispetto agli altri componimenti, non produce più un gioioso stupore ma piuttosto un profondo sgomento. L'amore viene quasi percepito come un qualcosa di minaccioso o pericoloso.
Viene trattato il tema dell'Afasia, cioè la consapevolezza della inadeguatezza degli strumenti del poeta per la descrizione dell'Amata, e per ciò il poeta soffre. 
E qui che Guido Guinizzelli ci sta dicendo che: 
"L'amore può uccidere se tu non sei pronto a ricevere una bellezza tale, e tu potresti morire."
la poesia inoltre tratta temi quali quello del saluto nella prima quartina, con riferimenti a eros, dio dell'amore.